# Speightstown
Speightstown est une ville de la paroisse de Saint Peter, à la Barbade.
Il s'agit de la deuxième ville la plus peuplée du pays.
Elle a été nommée en hommage à William Speight, membre de la première Assemblée de la Barbade pendant les années de colonisation et ancien propriétaire du terrain où la ville a été construite.

## Histoire
La ville fut fondée en 1630 par les Britanniques. C'était le port le plus fréquenté de la Barbade au début de la colonisation. Au XVIIe siècle, du port de Speightstown partaient des navires chargés de sucre et d'autres denrées, en particulier vers Londres ou Bristol en Angleterre, d'où son surnom alors de « Petit Bristol ».
La ville pittoresque est devenue le centre d’une zone touristique ainsi qu’un centre commercial secondaire.
Depuis 2010, elle fait l’objet d’un projet de recherches archéologiques, le Speightstown Community Archaeology Project (SCAP), qui réunit les archéologues et les étudiants de l’université de Winchester, de l'université des Caraïbes à Cave Hill (en) et des musée et société historique de la Barbade (en). À ce jour, les travaux se sont concentrés sur le classement des bâtiments historiques de la ville, l’étude du cimetière et des fouilles au fort côtier du XVIIIe siècle à Maycock’s Bay (en) au nord.

## Transport
Speightstown est reliée à la capitale, Bridgetown, par une route côtière. Cet itinéraire est long d'environ 20 km. Depuis la gare routière de Speightstown, les bus desservent régulièrement toutes les zones de l'île de la Barbade. Le tarif pour tous les parcours est 2,00 BBD. 

## Personnalités liées à la ville
- Oliver Skeete (en) (né à Speightstown), cavalier, acteur de téléréalité puis acteur.
- Claudette Colbert, célèbre actrice américaine des années 1930 et 1940 (née Française près de Paris, elle a effectué sa carrière à Hollywood, puis a vécu une partie de ses dernières années à Speightstown où elle est morte et a été inhumée).

## Jumelage
- Reading (Royaume-Uni) depuis 2003.
- Charleston (Caroline du Sud) (États-Unis) depuis novembre 1997.